# Coppa di Francia 1951-1952
La Coppa di Francia 1951-1952 è stata la 35ª edizione della coppa nazionale di calcio francese.

## Risultati

### Trentaduesimi di finale

#### Spareggi
| Squadra 1 | Risultato | Squadra 2        |
| --------- | --------- | ---------------- |
| Cannes    | 1 - 0     | Mulhouse         |
| Cherbourg | 3 - 2     | US Saint-Gaudens |

### Sedicesimi di finale

#### Spareggi
| Squadra 1      | Risultato | Squadra 2       |
| -------------- | --------- | --------------- |
| Bordeaux       | 2 - 1     | Saint-Étienne   |
| Strasburgo     | 6 - 1     | Olympique Lione |
| Stade Français | 3 - 1     | Stade Reims     |

### Ottavi di finale
| Squadra 1    | Risultato   | Squadra 2               |
| ------------ | ----------- | ----------------------- |
| Nizza        | 2 - 0       | Nîmes                   |
| Lilla        | 2 - 1       | Olympique Marsiglia     |
| Rennes       | 2 - 1 (dts) | Strasburgo              |
| Bordeaux     | 1 - 1 (dts) | Stade Français          |
| Monaco       | 1 - 0       | RC Paris                |
| Sochaux      | 5 - 0       | CO Roche-la-Molière     |
| Rouen        | 3 - 1       | Quevilly-Rouen          |
| Valenciennes | 3 - 0       | Olympique Saint-Quentin |

#### Spareggi
| Squadra 1 | Risultato   | Squadra 2      |
| --------- | ----------- | -------------- |
| Bordeaux  | 3 - 2 (dts) | Stade Français |

### Quarti di finale
| Squadra 1 | Risultato   | Squadra 2    |
| --------- | ----------- | ------------ |
| Bordeaux  | 2 - 2 (dts) | Rennes       |
| Nizza     | 3 - 0       | Valenciennes |
| Lilla     | 4 - 0       | Monaco       |
| Rouen     | 2 - 1       | Sochaux      |

#### Spareggi
| Squadra 1 | Risultato | Squadra 2 |
| --------- | --------- | --------- |
| Bordeaux  | 4 - 2     | Rennes    |

### Semifinali
| Squadra 1 | Risultato   | Squadra 2 |
| --------- | ----------- | --------- |
| Bordeaux  | 2 - 1 (dts) | Lilla     |
| Nizza     | 3 - 1       | Rouen     |

### Finale
| Arbitro: | Jacques Devillers |

| |            | |
| Nurenberg 10’ Carniglia 12’ Belver 32’ Ben Tifour 61’ Césari 65’ | Marcatori  | 11’, 55’ Baillot 40’ Kargu |
| Marcel Domingo Mohamed Firoud Guy Poitevin Pancho González Antoine Bonifaci Jean Belver Victor Nurenberg Luis Carniglia Jean Courteaux Georges Césari Abdelaziz Ben Tifour | Formazioni | Christian Villenave Guy Meynieu Manuel Garriga Jean Swiatek René Gallice Jan De Kubber René Persillon André Doye Henri Baillot Édouard Kargu Lambertus De Harder |
| Numa Andoire | Allenatori | André Gérard |